# Хакімзянов Ігор Євгенович
Хакімзя́нов І́гор Євге́нович (у деяких джерелах — Какідзянов; 25 липня 1980, Макіївка, СРСР) — український колабораціоніст з Росією. Міністр оборони самопроголошеної Донецької народної республіки (2014).

## Життєпис
За інформацією у одній з соціальних мереж з 1997 по 1999 рік навчався у Качинському вищому військовому авіаційному училищі льотчиків, на іншій же сторінці зазначено, що в цей же час навчався у подібному закладі в місті Армавір. Працював у різноманітних приватних компаніях на посадах складальника та експедитора. У 2010 році закінчив заочне відділення Донецького національного університету за спеціальністю «Міжнародна економіка».
10 квітня 2014 керівництво самопроголошеної Донецької народної республіки ухвалило рішення про утворення власної «народної армії». Головнокомандувачем військового формування було призначено Ігора Хакімзянова. За словами народного депутата України Олега Ляшка саме Хакімзянов керував 16 квітня нападом на частину внутрішніх військ у Маріуполі. 22 квітня міністра оборони ДНР було оголошено у розшук через порушення запобіжного захисту у вигляді домашнього арешту (ст.294 ч.1 ККУ).
7 травня 2014 року Ігора Хакімзянова було затримано у Маріуполі та доправлено до місць позбавлення волі.
У вересні 2014 року Хакімзянова обміняли на полонених військовослужбовців ЗСУ.

## Санкції
18 червня 2021 року доданий до санкційного списку України.